# Allium paepalanthoides
Allium paepalanthoides  (лат.) — вид однодольных растений рода Лук (Allium) семейства Амариллисовые (Amaryllidaceae). Впервые описан британским ботаником Хербертом Кеннетом Эри Шо в 1931 году.
Синонимичное название — Allium albostellerianum F.T.Wang & Tang.

## Распространение и среда обитания
Эндемик Китая, известный из провинций Хэнань, Шэньси, Шаньси, Сычуань (отсюда типовой экземпляр) и из автономного района Внутренняя Монголия. Растёт в лесах, на склонах и по берегам рек.

## Ботаническое описание
Луковица одиночная, диаметром 0,5—1,5 см, узкояйцевидно-цилиндрической формы; шелуха от желтовато-коричневой до чёрно-коричневой, иногда с красноватым оттенком.
Листья от широко линейных до линейно-ланцетных, с заострённым концом, по длине уступают стрелке или примерно равны ей. Стрелка длиной 15—50 см, цилиндрическая.
Соцветие — рыхлый зонтик. Цветки белые, средняя жилка листочков околоцветника зеленоватая.
Цветёт и плодоносит в августе и сентябре.
Число хромосом — 2n=16.